# 空中砲手與工程師章
空軍砲手和飛行工程師章（德語：Fliegerschützenabzeichen für Bordschützen und Bordmechaniker）是德國空軍成員在空軍砲手，機械師（飛行工程師）或機組氣動學家完成兩個月後授予的徽章，培訓或參加過至少五次的作戰飛行，就可以獲得徽章。 如果在飛行中有人受傷，就可以提前發放徽章。 對於那些是空中砲兵和機械師（飛行工程師）的空軍成員來說，這個徽章取代了早先在1935年推出的一個獨立的徽章。獲得這兩個徽章的要求是一樣的。

## 描述
這枚徽章於1942年6月22日誕生。它被放置在鐵十字勳章下方的外衣左胸部下部。徽章形狀為橢圓形，周圍有一個鍍銀的外部花圈。花環中間有一隻飛行的鷹。拋光的老鷹也是鍍銀的，但是由“氧化舊銀”製成，使其具有與拋光花圈不同的顏色。花圈的右側由月桂葉和橡樹葉的左側組成。一個納粹萬字符在外面的花圈的中部。徽章最初是由鋁製成的，但是在二戰後期，它由鋁，鋅和金屬合金製成。還有一個是可以穿在飛行夾克上的布徽版。
早先在1935年推出了一個早期的獨立的勳章，稱為無線電操作員和空軍砲兵徽章（Fliegerschützenabzeichen für Bordfunker ）。它是在無線電操作員，空中砲手或機械師（飛行工程師）完成這個徽章所要求的相同要求後頒發的。 1942年徽章與1935年徽章之間的區別在於，飛行中的鷹沒有在它的爪子上夾著代表無線電操作員的兩個交叉的箭頭閃電。